# Patrick Galbraith
Patrick Galbraith (ur. 16 kwietnia 1967 w Tacoma) – amerykański tenisista, zwycięzca US Open 1994 i US Open 1996 w grze mieszanej, lider rankingu ATP deblistów, reprezentant w Pucharze Davisa.

## Kariera tenisowa
Leworęczny Galbraith, rozpoczynając w 1989 karierę zawodową, miał za sobą udane występy w rozgrywkach akademickich – jako student Uniwersytetu Kalifornijskiego w Los Angeles tworzył parę z Brianem Garrowem i 3–krotnie zdobył tytuł All American (1986–1989) oraz akademickim mistrzostwem kraju (Intercollegiate) w 1988. Początkowo próbował łączyć grę podwójną z turniejami singlowymi, ale udało mu się w latach 1989–1990 jedynie trzykrotnie wystąpić w imprezach rangi ATP World Tour, za każdym razem kończąc udział na 1 rundzie. Mecze te oraz kilka turniejów ATP Challenger Tour pozwoliły mu w czerwcu 1990 na uplasowanie się w światowym rankingu gry pojedynczej na 411. miejscu. Po 1991 roku całkowicie skoncentrował się na grze podwójnej.
Pierwszy wygrany turniej deblowy Galbraith osiągnął w sezonie 1989, na trawiastych kortach w Newport, mając za partnera swojego dotychczasowego partnera z rozgrywek akademickich Garrowa. W 1990 wygrał 2 turnieje, był w 1 finale, a w parze z Kellym Jonesem osiągnął półfinał wielkoszlemowego US Open. W 1991 Galbraith większość imprez rozegrał w parze z Toddem Witskenem, co zaowocowało 3 turniejowymi trofeami (w tym w prestiżowym Canadian Open) oraz pierwszym awansem do deblowego Tennis Masters Cup. Amerykanie zakończyli wieńczącą sezon imprezę na etapie rozgrywek grupowych, wygrywając 1 pojedynek i 2 przegrywając.
Sezon 1992 Galbraith z 5 tytułami z różnymi partnerami. W 1993 roku Galbraith stworzył regularną parę z Grantem Connellem, z którym grał przez 3 sezony. W pierwszym roku wspólnej gry znaleźli się na czele rankingu par, wygrali 3 turnieje i 4 razy przegrywali w finałach, a w Tennis Masters Cup odpadli w półfinale. Znaczącym sukcesem był finał Wimbledonu, w którym jednak musieli uznać wyższość pary Todd Woodbridge–Mark Woodforde. W październiku 1993 Galbraith został liderem indywidualnego rankingu światowego deblistów, na czele którego miesiąc później zmienił go Connell, dzięki 1 finałowi osiągniętemu z innym partnerem. Organizacja tenisistów zawodowych ATP nadała obu graczom tytuł „Pary deblowej roku” (ATP World Tour Doubles Team of the Year).
W 1994 roku Connell i Galbraith wygrali 4 turnieje, w tym zawody w Indian Wells. Wśród 3 finałów był ponownie Wimbledon, w którym znowu ulegli Woodbridge'owi i Woodfordowi. W 1995 wśród sukcesów północnoamerykańskiej pary zabrakło wielkoszlemowego finału, było natomiast 5 triumfów turniejowych i 2 finały (ponadto Galbraith był w finale w Nottingham z Danie’em Visserem). Wśród tytułów wywalczonych w sezonie 1995 przez debel Connell–Galbraith jest mistrzostwo w Tennis Masters Cup. W finale pokonali Paula Haarhuisa i Jacco Eltingha 7:6, 7:6, 3:6, 7:6.
Na tym sukcesie współpraca Galbraitha i Connella zakończyła się. W sezonie 1996 Amerykanin ponownie grywał z wieloma partnerami, każde z 4 turniejowych zwycięstw odnosząc z innym tenisistą, a przegrany finał w Miami zaliczając z piątym, którym był Ellis Ferreira, z którym następnie grał regularnie w 1997, odnosząc 5 zwycięstw turniejowych i dochodząc do dalszych 2 finałów, a także po raz piąty w karierze awansując do Tennis Masters Cup (odpadli po rozgrywkach grupowych z 1 wygraną i 2 porażkami). W 1998 Galbraith wygrał 1 turniej, a w 1999 2 – ostatnie w karierze. Grał jeszcze do późnego lata sezonu 2000, w ostatnim roku występów zawodowych będąc w finale w Scottsdale (z Davidem Macphersonem) oraz w półfinałach w Miami i Atlancie (z Brianem MacPhie). Karierę zakończył po US Open 2000, zarobiwszy na korcie jako tenisista zawodowy ponad dwa i pół miliona dolarów. Łącznie wygrał 36 turniejów zaliczanych do klasyfikacji ATP World Tour, a w 19 przegrywał w finałach.
W turniejach wielkoszlemowych nie udało się Galbraithowi nigdy wygrać w męskim deblu – Wimbledon 1993 i 1994 z Connellem pozostały jedynymi finałami, a w innych imprezach Wielkiego Szlema był co najmniej półfinalistą (French Open 1994 z Connellem, Australian Open 1996 z Olchowskim, US Open 1990 z Jonesem i 1995 z Connellem). Amerykanina zwycięstwa wielkoszlemowe jednak nie ominęły, triumfował 2–krotnie w konkurencji gry mieszanej, oba zwycięstwa odnosząc podczasUS Open, w 1994 mając za partnerkę Elnę Reinach, a 2 lata później Lisę Raymond. Ponadto z Raymond był w finałach French Open 1997 i US Open 1998.
Galbraith w zmaganiach o Puchar Davisa wystąpił w 2 meczach, partnerując w 1996 Patrickowi McEnroe w wygranym spotkaniu z Meksykiem i przegranym z Czechami.

### Finały w turniejach ATP World Tour
| Legenda                                      |
| -------------------------------------------- |
| Wielki Szlem                                 |
| Igrzyska olimpijskie                         |
| Tennis Masters Cup / ATP Finals              |
| ATP Masters Series / ATP Tour Masters 1000   |
| ATP International Series Gold / ATP Tour 500 |
| ATP International Series / ATP Tour 250      |

#### Gra mieszana (2–2)
| Końcowy wynik | Nr | Data             | Turniej            | Nawierzchnia | Partnerka    | Przeciwnicy                  | Wynik finału |
| ------------- | -- | ---------------- | ------------------ | ------------ | ------------ | ---------------------------- | ------------ |
| Zwycięzca     | 1. | 10 września 1994 | US Open, Nowy Jork | Twarda       | Elna Reinach | Jana Novotná Todd Woodbridge | 6:2, 6:4     |
| Zwycięzca     | 2. | 7 września 1996  | US Open, Nowy Jork | Twarda       | Lisa Raymond | Manon Bollegraf Rick Leach   | 7:6, 7:6     |
| Finalista     | 1. | 7 czerwca 1997   | French Open, Paryż | Ceglana      | Lisa Raymond | Rika Hiraki Mahesh Bhupathi  | 4:6, 1:6     |
| Finalista     | 2. | 12 września 1996 | US Open, Nowy Jork | Twarda       | Lisa Raymond | Serena Williams Maks Mirny   | 2:6, 2:6     |

#### Gra podwójna (36–19)
| Końcowy wynik | Nr  | Data                 | Turniej           | Nawierzchnia    | Partner           | Przeciwnicy                         | Wynik finału       |
| ------------- | --- | -------------------- | ----------------- | --------------- | ----------------- | ----------------------------------- | ------------------ |
| Zwycięzca     | 1.  | 16 lipca 1989        | Newport           | Trawiasta       | Brian Garrow      | Neil Broad Stefan Kruger            | 2:6, 7:5, 6:3      |
| Zwycięzca     | 2.  | 18 lutego 1990       | Toronto           | Dywanowa (hala) | David Macpherson  | Neil Broad Kevin Curren             | 2:6, 6:4, 6:3      |
| Finalista     | 1.  | 14 października 1990 | Berlin            | Dywanowa (hala  | Kevin Curren      | Pieter Aldrich Danie Visser         | 6:7, 6:7           |
| Zwycięzca     | 3.  | 21 października 1990 | Lyon              | Dywanowa (hala) | Kelly Jones       | Jim Grabb David Pate                | 7:6, 6:4           |
| Zwycięzca     | 4.  | 3 marca 1991         | Rotterdam         | Dywanowa (hala) | Anders Järryd     | Steve DeVries David Macpherson      | 7:6, 6:2           |
| Zwycięzca     | 5.  | 7 kwietnia 1991      | Hongkong          | Twarda          | Todd Witsken      | Glenn Michibata Robert Van’t Hof    | 6:2, 6:4           |
| Zwycięzca     | 6.  | 5 maja 1991          | Monachium         | Ceglana         | Todd Witsken      | Anders Järryd Danie Visser          | 7:5, 6:4           |
| Zwycięzca     | 7.  | 28 lipca 1991        | Montreal          | Twarda          | Todd Witsken      | Grant Connell Glenn Michibata       | 6:4, 3:6, 6:1      |
| Zwycięzca     | 8.  | 19 kwietnia 1992     | Nicea             | Ceglana         | Scott Melville    | Pieter Aldrich Danie Visser         | 6:4, 3:6, 6:1      |
| Zwycięzca     | 9.  | 3 maja 1992          | Madryt            | Ceglana         | Patrick McEnroe   | Francisco Clavet Carlos Costa       | 6:3, 6:2           |
| Zwycięzca     | 10. | 21 czerwca 1992      | Manchester        | Trawiasta       | David Macpherson  | Jeremy Bates Laurie Warder          | 4:6, 6:3, 6:2      |
| Zwycięzca     | 11. | 26 lipca 1992        | Toronto           | Twarda          | Danie Visser      | Andre Agassi John McEnroe           | 6:4, 6:4           |
| Zwycięzca     | 12. | 9 sierpnia 1992      | Los Angeles       | Twarda          | Jim Pugh          | Francisco Montana David Wheaton     | 7:6, 7:6           |
| Finalista     | 2.  | 8 listopada 1992     | Paryż             | Twarda (hala)   | Danie Visser      | John McEnroe Patrick McEnroe        | 4:6, 2:6           |
| Zwycięzca     | 13. | 17 stycznia 1993     | Auckland          | Twarda          | Grant Connell     | Alex Antonitsch Aleksandr Wołkow    | 6:3, 7:6           |
| Finalista     | 3.  | 7 lutego 1993        | Dubaj             | Twarda          | Grant Connell     | John Fitzgerald Anders Järryd       | 2:6, 1:6           |
| Finalista     | 4.  | 9 maja 1993          | Hamburg           | Ceglana         | Grant Connell     | Paul Haarhuis Mark Koevermans       | 4:6, 7:6, 6:7      |
| Finalista     | 5.  | 4 lipca 1993         | Wimbledon, Londyn | Trawiasta       | Grant Connell     | Todd Woodbridge Mark Woodforde      | 6:7, 3:6, 6:7      |
| Finalista     | 6.  | 25 lipca 1993        | Waszyngton        | Twarda          | Grant Connell     | Byron Black Rick Leach              | 4:6, 5:7           |
| Zwycięzca     | 14. | 17 października 1993 | Tokio             | Dywanowa (hala) | Grant Connell     | Luke Jensen Murphy Jensen           | 6:3, 6:4           |
| Zwycięzca     | 15. | 14 listopada 1993    | Antwerpia         | Dywanowa (hala) | Grant Connell     | Wayne Ferreira Javier Sánchez       | 6:3, 7:6           |
| Finalista     | 7.  | 16 stycznia 1994     | Auckland          | Twarda          | Grant Connell     | Patrick McEnroe Jared Palmer        | 2:6, 6:4, 4:6      |
| Finalista     | 8.  | 20 lutego 1994       | Stuttgart         | Dywanowa (hala) | Grant Connell     | David Adams Andriej Olchowski       | 7:6, 4:6, 6:7      |
| Zwycięzca     | 16. | 6 marca 1994         | Indian Wells      | Twarda          | Grant Connell     | Byron Black Jonathan Stark          | 7:5, 6:3           |
| Finalista     | 9.  | 3 lipca 1994         | Wimbledon, Londyn | Trawiasta       | Grant Connell     | Todd Woodbridge Mark Woodforde      | 6:7(3), 3:6, 1:6   |
| Zwycięzca     | 17. | 24 lipca 1994        | Waszyngton        | Twarda          | Grant Connell     | Jonas Björkman Jakob Hlasek         | 6:4, 4:6, 6:3      |
| Zwycięzca     | 18. | 21 sierpnia 1994     | New Haven         | Twarda          | Grant Connell     | Jacco Eltingh Paul Haarhuis         | 6:4, 7:6           |
| Zwycięzca     | 19. | 16 października 1994 | Tokio             | Dywanowa (hala) | Grant Connell     | Byron Black Jonathan Stark          | 6:3, 3:6, 6:4      |
| Zwycięzca     | 20. | 15 stycznia 1995     | Auckland          | Twarda          | Grant Connell     | Luis Lobo Javier Sánchez            | 6:4, 6:3           |
| Zwycięzca     | 21. | 12 lutego 1995       | Dubaj             | Twarda          | Grant Connell     | Tomás Carbonell Francisco Roig      | 6:2, 4:6, 6:3      |
| Zwycięzca     | 22. | 26 lutego 1995       | Stuttgart         | Dywanowa (hala) | Grant Connell     | Cyril Suk Daniel Vacek              | 6:2, 6:2           |
| Finalista     | 10. | 25 czerwca 1995      | Nottingham        | Trawiasta       | Danie Visser      | Luke Jensen Murphy Jensen           | 3:6, 7:5, 4:6      |
| Finalista     | 11. | 8 października 1995  | Kuala Lumpur      | Dywanowa (hala) | Grant Connell     | Patrick McEnroe Mark Philippoussis  | 5:7, 4:6           |
| Zwycięzca     | 23. | 5 listopada 1995     | Paryż             | Dywanowa (hala) | Grant Connell     | Jim Grabb Todd Martin               | 6:2, 6:2           |
| Finalista     | 12. | 12 listopada 1995    | Sztokholm         | Twarda (hala)   | Grant Connell     | Jacco Eltingh Paul Haarhuis         | 6:3, 2:6, 6:7      |
| Zwycięzca     | 24. | 26 listopada 1995    | Eindhoven         | Dywanowa (hala) | Grant Connell     | Jacco Eltingh Paul Haarhuis         | 7:6, 7:6, 3:6, 7:6 |
| Zwycięzca     | 25. | 10 marca 1996        | Scottsdale        | Twarda          | Rick Leach        | Richey Reneberg Brett Steven        | 5:7, 7:5, 7:5      |
| Finalista     | 13. | 31 marca 1996        | Miami             | Twarda          | Ellis Ferreira    | Todd Woodbridge Mark Woodforde      | 1:6, 3:6           |
| Zwycięzca     | 26. | 14 kwietnia 1996     | Hongkong          | Twarda          | Andriej Olchowski | Kent Kinnear Dave Randall           | 6:3, 6:7, 7:6      |
| Zwycięzca     | 27. | 25 sierpnia 1996     | Toronto           | Twarda          | Paul Haarhuis     | Mark Knowles Daniel Nestor          | 7:6, 6:3           |
| Zwycięzca     | 28. | 10 listopada 1996    | Sztokholm         | Twarda (hala)   | Jonathan Stark    | Todd Martin Chris Woodruff          | 7:6, 6:4           |
| Zwycięzca     | 29. | 12 stycznia 1997     | Auckland          | Twarda          | Ellis Ferreira    | Rick Leach Jonathan Stark           | 6:4, 4:6, 7:6      |
| Zwycięzca     | 30. | 23 lutego 1997       | Memphis           | Twarda (hala)   | Ellis Ferreira    | Rick Leach Jonathan Stark           | 6:3, 3:6, 6:1      |
| Finalista     | 14. | 2 marca 1997         | Filadelfia        | Twarda (hala)   | Ellis Ferreira    | Sébastien Lareau Alex O’Brien       | 3:6, 3:6           |
| Zwycięzca     | 31. | 22 czerwca 1997      | Nottingham        | Trawiasta       | Ellis Ferreira    | Danny Sapsford Chris Wilkinson      | 4:6, 7:6, 7:6      |
| Zwycięzca     | 32. | 12 października 1997 | Wiedeń            | Dywanowa (hala) | Ellis Ferreira    | Marc-Kevin Goellner David Prinosil  | 6:3, 6:4           |
| Zwycięzca     | 33. | 19 października 1997 | Lyon              | Dywanowa (hala) | Ellis Ferreira    | Olivier Delaître Fabrice Santoro    | 3:6, 6:2, 6:4      |
| Finalista     | 15. | 9 listopada 1997     | Sztokholm         | Twarda (hala)   | Ellis Ferreira    | Marc-Kevin Goellner Richey Reneberg | 3:6, 6:3, 6:7      |
| Zwycięzca     | 34. | 18 stycznia 1998     | Auckland          | Twarda          | Brett Steven      | Tom Nijssen Jeff Tarango            | 6:4, 6:2           |
| Finalista     | 16. | 26 lipca 1998        | Waszyngton        | Twarda          | Wayne Ferreira    | Grant Stafford Kevin Ullyett        | 2:6, 4:6           |
| Finalista     | 17. | 10 stycznia 1999     | Adelaide          | Twarda          | Jim Courier       | Gustavo Kuerten Nicolás Lapentti    | 4:6, 4:6           |
| Finalista     | 18. | 17 stycznia 1999     | Sydney            | Twarda          | Paul Haarhuis     | Sébastien Lareau Daniel Nestor      | 3:6, 4:6           |
| Zwycięzca     | 35. | 2 maja 1999          | Atlanta           | Ceglana         | Justin Gimelstob  | Todd Woodbridge Mark Woodforde      | 5:7, 7:6, 6:3      |
| Zwycięzca     | 36. | 20 czerwca 1999      | Nottingham        | Trawiasta       | Justin Gimelstob  | Marius Barnard Brent Haygarth       | 5:7, 7:5, 6:3      |
| Finalista     | 19. | 12 marca 2000        | Scottsdale        | Twarda          | David Macpherson  | Jared Palmer Richey Reneberg        | 3:6, 5:7           |